# Obywatelski Ruch na rzecz Zmian
Obywatelski Ruch na rzecz Zmian (fr. Mouvement des citoyens pour le changement, MCC) – belgijska centrowa i chadecka partia polityczna, działająca w walońskim kolegium wyborczym.
Ugrupowanie założył w 1998 Gérard Deprez, długoletni poseł do Parlamentu Europejskiego i przewodniczący walońskich chadeków. Odszedł z dotychczasowej partii po nieudanej próbie zawiązania wspólnego bloku z liberałami celem przełamania dominacji politycznej socjalistów w regionie. Gérard Deprez od początku nieprzerwanie stoi na czele nowego ugrupowania.
MCC nawiązał współpracę z innymi liberalnymi i centrowymi partiami francuskojęzycznymi. W 2002 partia wzięła udział w powołaniu federacji Ruch Reformatorski. W 2004 przystąpiła do Europejskiej Partii Demokratycznej.
Gérard Deprez kierował partią nieprzerwanie do 2020, kiedy to zastąpiła go Marie-Christine Marghem.